# Volkswagen Derby

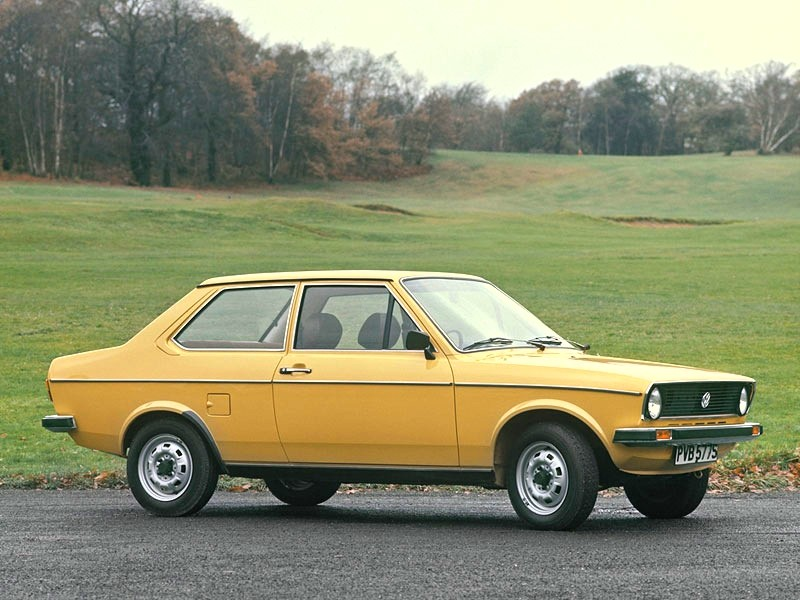
Volkswagen Derby І (1977-1979)

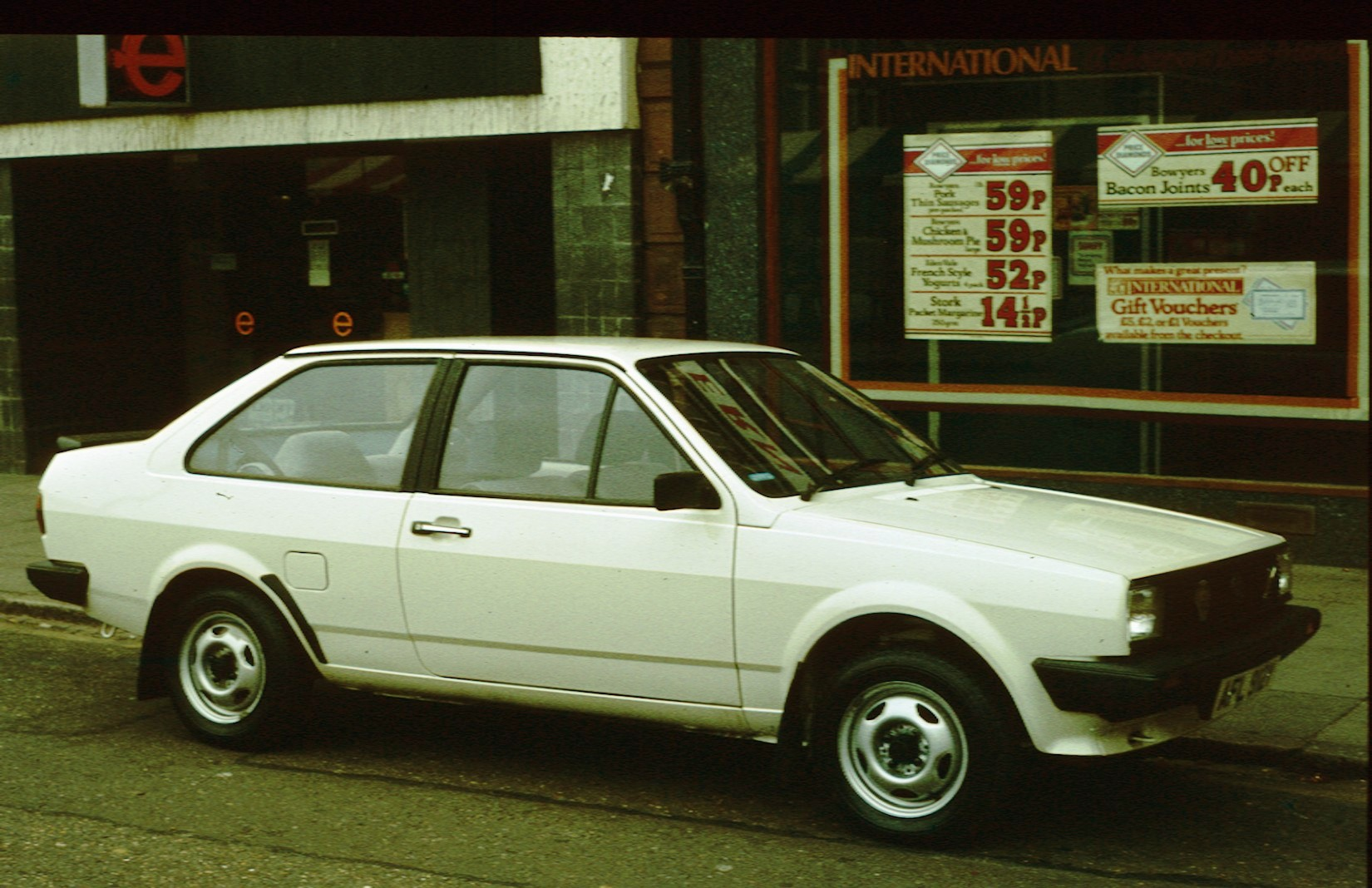
Volkswagen Derby ІІ (1981-1984)

Volkswagen Derby — компактний трьохоб'ємний дводверний седан, що вироблявся концерном Volkswagen AG на основі хетчбеків Polo з 1977 по 1984 роки.
Автомобіль ґрунтувався на основі Фольксвагені Поло першого покоління, який, в свою чергу, був по суті трохи спрощеною і модифікацією Audi 50. Дербі був доступний з чотирициліндровими моторами об'ємом 0,9, 1,1 і 1,3 л, потужністю 40, 50 і 60 к.с. відповідно. Спочатку він навіть обганяв по популярності споріднений хетчбек. 
В 1979 році модель модернізували, встановивши прямокутні передні фари, замість круглих.
У 1981 році з'явилося Derby другого покоління, яке через три роки змінило ім'я на Polo Classic, отримавши круглі фари замість прямокутних.